# Nicola Rizzoli
Nicola Rizzoli (n. 5 octombrie 1971) este un arbitru italian de fotbal, care arbitrează în Serie A italiană din 2002 și este arbitru FIFA din 2007.
Rizzoli a arbitrat mai multe meciuri în UEFA Champions League și a fost unul din arbitrii competiției de la Euro 2012 și Campionatul Mondial de Fotbal 2014.
În mai 2013, Rizzoli a oficiat Finala Ligii Campionilor 2013 de pe Wembley, dintre Borussia Dortmund și Bayern München.
La Campionatul Mondial de Fotbal 2014 Rizzoli a arbitrat printre altele și meciul dintre Spania și Olanda din grupe, câștigat de olandezi cu 5–1. De asemenea el a arbitrat Finala Campionatului Mondial de Fotbal 2014 dintre Germania și Argentina, din 13 iulie, de pe Estádio do Maracanã, meci câștigat de nemți cu 1–0.
Nicola Rizzoli este unul dintre cei 18 arbitri de fotbal aleși să oficieze la Campionatul European de Fotbal 2016, fiind desemnat să arbitreze meciul dintre Germania și Franța din semifinalele Euro 2016. El a mai condus trei meciuri la Euro 2016: Anglia - Rusia (1-1), Portugalia - Austria (0-0) și Franța - Irlanda (2-1). 

## Titluri
- Arbitrul anului în Serie A (3): 2011, 2012, 2013